# یان چیچیرسکی
یان چیچیرسکی (لهستانی: Jan Ciecierski؛ ۸ مارس ۱۸۹۹ – ۲۰ فوریهٔ ۱۹۸۷) بازیگر اهل لهستان بود.
از فیلم‌ها یا برنامه‌های تلویزیونی که وی در آن نقش داشته‌است، می‌توان به پرونده خلبان مارشا، بازیگران شهرستانی، خاکستر و الماس، سامسون، و رهبر ارکستر اشاره کرد.